# مسجد أديلايد المركزي
مسجد أديلايد المركزي، المعروف أيضًا بمسجد مدينة أديلايد أو مسجد أديلايد، والمعروف سابقًا باسم المصلى الأفغاني، هو مسجد يقع في أديلايد، جنوب أستراليا. بُني المسجد عام 1888-1889 تُزيّنه مآذنه الأربعة المميزة التي شُيّدت عام 1903، وهو أقدم مسجد دائم في أستراليا. يقع المسجد في شارع ليتل غيلبيرت في الركن الجنوبي الغربي من وسط مدينة أديلايد، وقد تم بناؤه في الأصل لتلبية احتياجات مربّي الجمال والتجار الأفغان القادمين بعد العمل في المناطق الشمالية بجنوب أستراليا. بعد تضاؤل الجماعة وسقوط المسجد في حالة سيئة في أوائل القرن العشرين، عاد إلى حياة جديدة مع هجرة المسلمين بعد الحرب العالمية الثانية، ومنذ ذلك الحين ازدهر المسجد.

## التاريخ

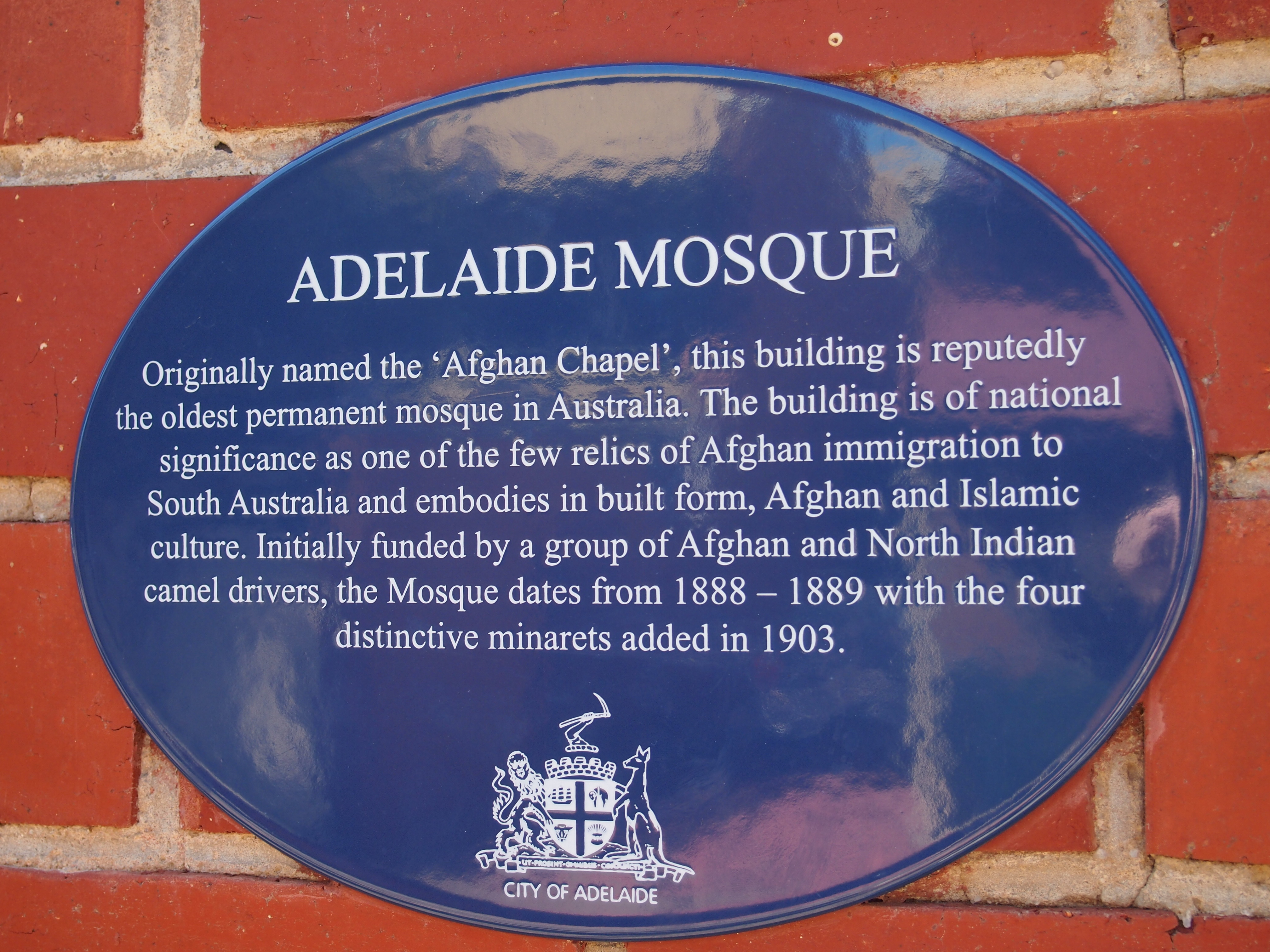
لوحة تاريخية لمسجد أديلايد

الحاج ملا ميربان، الذي تقاعد إلى أديلايد بعد قيادة فرق الجمال على خط التلغراف الأسترالي وأصبح بعد ذلك زعيمًا دينيًا محترمًا، قاد التحركات لبناء مسجد. أصبح عبد الواحد (المعروف أيضًا باسم وادي، وابد، وحيد)، أصلاً من منطقة كويته (باكستان الآن) ثم أصبح تاجرًا وجمّالًا في منطقة بورك، نيو ساوث ويلز، أمينًا ومسجلاً في المسجد. تم جمع التمويل من خلال تبرعات من الجالية المسلمة الصغيرة في أديلايد وأيضًا من ملبورن.
تمت الموافقة على خطط المسجد من قبل مجلس مدينة أديلايد في عام 1887، واستغرق البناء البسيط للطوب والحجر، بتكلفة 450 جنيهًا إسترلينيًا،  عامين حتى يكتمل. أصبح حاج الملا أول من يخدم المسجد، ويعيش مع زوجته في كوخ قريب. كما تم توفير أماكن إقامة لبعض المسنين والعاطلين وأفراد آخرين من المجتمع.
في يوليو 1890، أُفيد أن عدد المصلين ليلة الجمعة عادة ما يتراوح بين 20-40، مع حضور 100 شخص في المناسبات الكبيرة. يجتمع المسلمون من أماكن بعيدة مثل بروكين هيل وكالغورلي مرة واحدة على الأقل في السنة في مسجد أديلايد، عادة في رمضان. في أغسطس 1890، حضر أكثر من 80 مسلمًا وهندوسيًا للاحتفال بهذا المهرجان المهم. 
تمت إضافة أربع مآذن في عام 1903، ونمت حدائق المسجد خصبة ونضجت.
مع مرور الوقت، عندما عاد الكاميليون إلى بلدانهم الأصلية، وأصبح المسجد غير مستخدم ومتهاو، حتى موجة الهجرة بعد الحرب العالمية الثانية إلى أستراليا. عزز المسلمون القادمون من جمهورية البوسنة والهرسك الاشتراكية في يوغوسلافيا آنذاك وإندونيسيا المستقلة حديثًا الجماعة.
في عام 1950، هاجر أحمد سكاكا، الذي تدرب كإمام في سراييفو وتطوع في الجيش اليوغوسلافي قبل أن يسجنه النازيون في البوسنة، إلى أستراليا. بعد انتقاله إلى أديلايد من ملبورن، حصل هو وزميل مسلم من رومانيا على عمل في كليبسال. انتبها إلى وجود المسجد عند سماع وفاة جول محمد، الذي تبرع بالمال لبناء المسجد، كان الملا هناك منذ عام 1940، وبقي هناك في زيارات متكررة لأديلايد. شرع الاثنان في العثور على المسجد ووجدا أن الجماعة تتكون من اثنين أو ثلاثة أفغان فقط. ثم أصبح سكاكا إماماً في المسجد. في عام 1951، حضر سبعة أشخاص فقط صلاة العيد. استمر كل الأفغان القدامى في ارتداء الزي الوطني، بما في ذلك القائم بأعمال الرعاية القديمة، عزت خان، الذي عاش في الجزء الخلفي من المسجد ورفض استخدام الإضاءة الكهربائية. في عام 1952، ورد أن عددا صغيرا من «رجال العمامة العجزة»، الذين تتراوح أعمارهم بين 87 و117 سنة، ما زالوا يعيشون في مسجد أديلايد. اهتم المهاجرون الجدد بالمسنين وبدأوا في ترميم المسجد بعد وفاتهم.
منذ ذلك الحين، أصبح مسجد أديلايد مكانًا للصلاة للمهاجرين المسلمين من لبنان وباكستان وإندونيسيا وماليزيا ويوغوسلافيا السابقة وبلدان أخرى، بالإضافة إلى المسلمين المولودين في أستراليا.

## الأسماء
كان يُشار إلى المسجد باسم المُصلّى الأفغاني، ويشير الموقع الإلكتروني الحالي للمسجد إلى نفسه باسم مسجد مدينة أديلايد أو مسجد أديلايد المركزي.

## قراءة معمقة
- مسجد أديلايد (ملاحظات نهاية الأسبوع)
- مسجد أديلايد المركزي، ديسمبر 2004 (صورة)

## روابط خارجية
- Adelaide City Mosque
- صورة لمسجد أديلايد المركزي عام 1950